# 李伯江
李伯江（？—），男，中国电影录音师，北京电影制片厂录音师，中国电影金鸡奖最佳录音。